# Micipsa
Micipsa (libyque ancien : MKWSN) était un roi de Numidie, fils et successeur de Massinissa. Il hérite du trône de Numidie en 148 av. J.-C., et y régnera pendant près de trente années, jusqu’à sa mort, en 118 av. J.-C..
Micipsa est le père de Hiempsal Ier et Adherbal. Il a en outre adopté son neveu Jugurtha (fils de son frère Mastanabal) qui deviendra à son tour, roi de Numidie.

## Biographie

### Nom
Le nom originel de Micipsa, dont la forme libyque attestée est « MKWSN », serait la forme consonantique de « ameseskaw », terme pour dire « celui qui bâtit, construit », la racine berbère « SKW » signifiant bâtir, construire.

### Jeunesse
En 151 av. J.-C. Massinissa envoya Micipsa et son frère Gulussa à Carthage pour exiger que les politiciens pro-numides exilés soient autorisés à revenir, mais on leur refusa l'entrée aux portes de la ville. Alors que la partie royale se retournait pour partir, Hamilcar le Samnite et un groupe de ses partisans attaquèrent le convoi de Micipsa, tuant certains de ses serviteurs. Cet incident conduisit à une frappe de représailles sur la ville carthaginoise d'Oroscopa qui annonça le début de la guerre carthaginoise-numide et qui finit par précipiter la troisième guerre punique.

### Succession

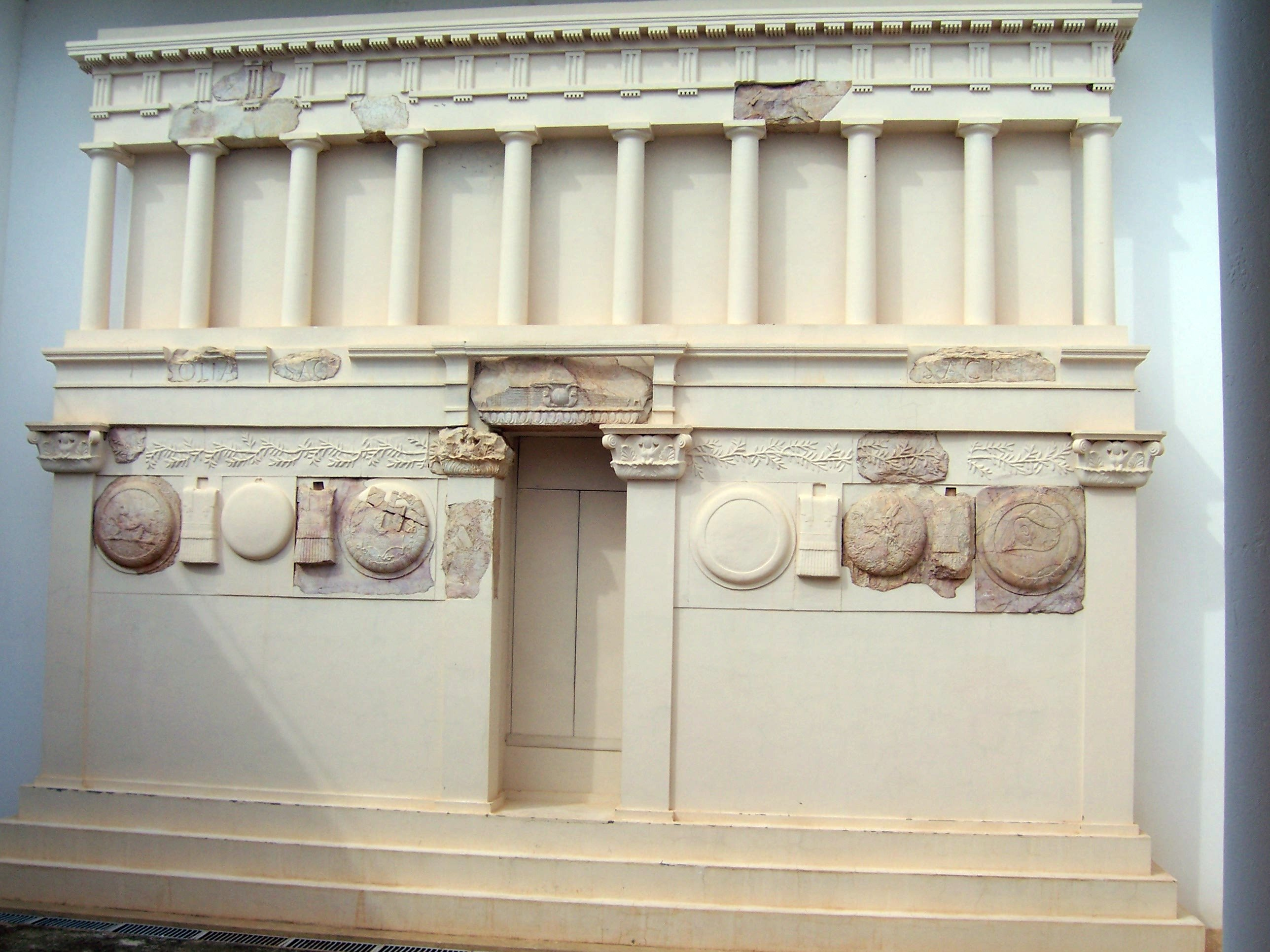
Reconstitution de la façade d'un monument royal numide qui fut bâti en l'an 139 av. J.-C. environ, à la 10e année du règne du roi Micipsa, à la mémoire de son père, Massinissa.

Au printemps de 148 av. J.-C., Massinissa mourut et le royaume de Numidie fut divisé parmi les trois fils du roi, Micipsa, Gulussa et Mastanabal, par Scipion Émilien, à qui Massinissa avait donné le pouvoir d'administrer son territoire. Micipsa reçut, dans le cadre de son héritage, la capitale de la Numidie, Cirta (avec le palais royal et le trésor présent), Gulussa reçut la charge de l'armée et Mastanabal, l'administration de la justice.
Les fils ont continué la politique de leur père, et son soutien à Rome lors de sa guerre contre Carthage. Bien que Micipsa ait vacillé un peu dans son soutien à Rome, « promettant toujours des armes et de l'argent… mais toujours en train de retarder et d'attendre pour voir ce qui se passerait ». En 146, lorsque le fils de Mastanabal, Jugurtha avait 14 ans, Carthage fut détruit par les Romains et les Numides. Peu de temps après, Gulussa est mort, et plus tard, Mastanabal, laissa le contrôle de l'ensemble du territoire à Micipsa. Pendant le règne de Micipsa, le progrès culturel et commercial de la Numidie fut grandement renforcé, notamment lorsque des milliers de Carthaginois ont fui en Numidie, à la suite de la destruction de Carthage.
Micipsa a eu deux fils, Hiempsal et Adherbal et aurait ajouté son cousin, Jugurtha, qui a été traité comme fils du roi et reçut une formation militaire solide. Micipsa a continué à être un allié loyal à Rome en fournissant une assistance militaire lorsqu'on la lui a demandé. En 142 av. J.-C., le général romain Quintus Fabius Maximus Servilianus a écrit à Micipsa pour demander une division d'éléphants de guerre pour aider à la lutte contre le rebelle Lusitanien Viriathus, et encore en 134 av. J.-C, Micipsa a envoyé des archers, des soldats, et des éléphants, pour aider Scipio Aemilianus à assiéger Numance, en Hispanie, en envoyant Jugurtha pour commander ses unités.
Après la chute de Numance, Jugurtha est rentré chez lui avec une lettre de Scipio adressée à son oncle; Le commandant a loué les exploits de Jugurtha et a félicité Micipsa d'avoir « un parent digne de soi et de son grand-père Masinissa ». Sur cette recommandation, le roi a officiellement adopté Jugurtha et l'a fait cohéritier avec ses propres enfants.
En 118. Micipsa meurt, et la Numidie, suivant les vœux du roi, fut divisée en 3 parties. Un tiers fut dirigé par chaque fils de Micipsa; Adherbal, Hiempsal, et le roi adopté, Jugurtha.